# Caloptilia acerivorella
Caloptilia acerivorella là một loài bướm đêm thuộc họ Gracillariidae. Nó được tìm thấy ở Croatia, Tajikistan và Turkmenistan.
Ấu trùng ăn Acer regeli và Acer turcomanicum. Chúng ăn lá nơi chúng làm tổ.